# Cryptophis boschmai
Cryptophis boschmai (карпентарійська змія-батіг) — вид отруйних змій родини аспідових (Elapidae). Мешкає в Австралії і Індонезії. Вид названий на честь нідерландського герпетолога Хільбранда Бошму.

## Опис
Довжина карпентарійської змії-батога становить 45 см. Верхня частина тіла коричнева або темно-коричнева, нижня частина тіла світла.

## Поширення і екологія
Карптентарійські змії-батоги поширені в штаті Квінсленд на сході Австралії, спостерігалися на південному заході Нової Гвінеї. Вони живуть на сухих луках, в склерофільних рідколіссях, на пустищах і в чагарникових заростях. Ведуть нічний, наземний спосіб життя, ховаються під корою та в лісовій підстилці. Живляться дрібними ящірками. Живородні, народжують 8 дитинчат.